# دقیقه و ثانیه قوسی
دقیقهٔ قوسی (به انگلیسی: arcminute) واحدی است در زاویه که معادل یک شصتم یک درجه است. دقیقهٔ قوسی ۱/۲۱۶۰۰ یک دایره بسته‌است. یک دقیقهٔ قوسی برابر با {\displaystyle \pi }/۱۰۸۰۰ یک رادیان است.
نماد استاندارد این واحد پریم (′) است (U+2032).
ثانیهٔ قوسی (به انگلیسی: arcsecond) برابر با یک شصتم دقیقهٔ قوسی و ۱/۱۲۹۶۰۰۰ یک دایره و حدود ۱/۲۰۶۲۶۵ یک رادیان است. نماد ثانیهٔ قوسی زگوند (″) است (U+2033).
این یکاها به عنوان دستگاه اعداد پایه ۶۰ و زیرتقسیمات درجه، ریشه در اخترشناسی بابلی دارند و در رشته‌هایی که با مقادیر بسیار کوچک زاویه سر و کار دارند، مانند اخترشناسی، بینایی‌سنجی، چشم‌پزشکی، نورشناسی، ناوبری و نقشه‌برداری کاربرد دارند.
میلی‌ثانیهٔ قوسی (به انگلیسی: mas) و میکروثانیهٔ قوسی (به انگلیسی: μas) یکاهای استاندارد کوچک‌تری در پیشوندهای اس‌آی هستند که در اخترشناسی استفاده می‌شوند. میلی‌ثانیهٔ قوسی برابر با یک هزارم ثانیهٔ قوسی و میکروثانیهٔ قوسی برابر با یک میلیونم ثانیهٔ قوسی است.
| واحد            | مقدار                                       | نماد      | اختصار                                        | تبدیل            |
| --------------- | ------------------------------------------- | --------- | --------------------------------------------- | ---------------- |
| درجه            | ۱/۳۶۰ دایره                                 | °         | deg                                           | ۱۷٫۴۵۳۲۹۲۵ mrad  |
| دقیقه قوسی      | ۱/۶۰ درجه                                   | ′ (پریم)  | arcmin, amin, {\displaystyle {\hat {'}}}، MOA | ۲۹۰٫۸۸۸۲۰۸۷ µrad |
| ثانیه قوسی      | ۱/۶۰ دقیقه قوسی (۱/۳۶۰۰ درجه)               | ″ (زگوند) | arcsec                                        | ۴٫۸۴۸۱۳۶۸ µrad   |
| میلی‌ثانیه قوسی  | ۰٫۰۰۱ ثانیه قوسی (۱/۳۶۰۰۰۰ درجه)            |           | mas                                           | ۴٫۸۴۸۱۳۶۸ nrad   |
| میکروثانیه قوسی | ۰٫۰۰۱ میلی ثانیه قوسی (۰٫۰۰۰۰۰۱ دقیقه قوسی) |           | μas                                           | ۴٫۸۴۸۱۳۶۸ prad   |